# 香肉果
香肉果（学名：Casimiroa edulis），又名白柿，为芸香科香肉果属下的一个种。